# Pabna (district)
Pour les articles homonymes, voir Pabna.
Pabna est un district du Bangladesh. Il est situé dans la division de Rajshahi. La ville principale est Pabna.

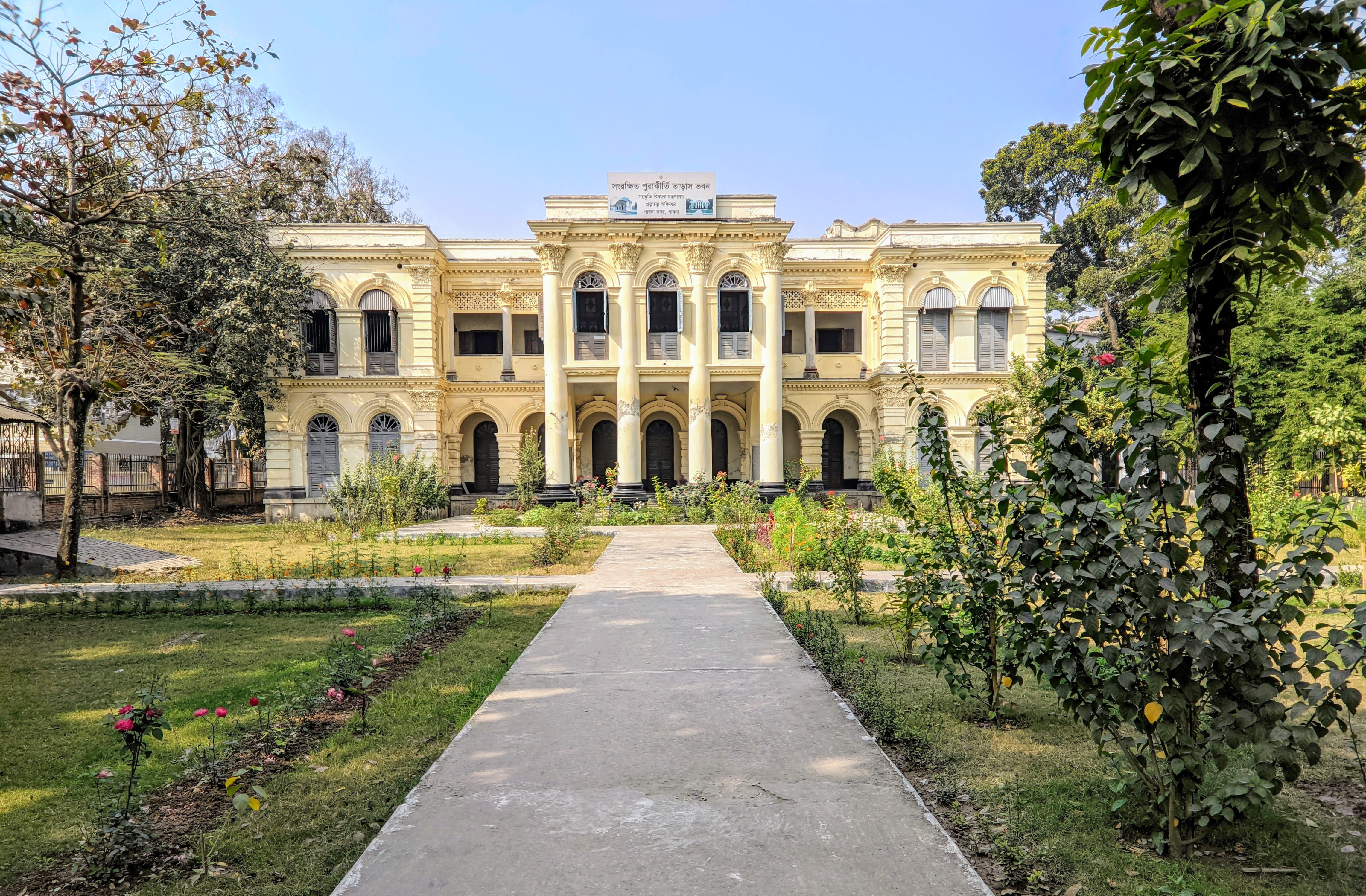
Tarash Bhavan